# Batyrosaurus
Batyrosaurus – rodzaj ornitopoda z grupy Hadrosauroidea żyjącego w późnej kredzie (santon lub kampan) na terenach dzisiejszej Azji. Gatunkiem typowym jest B. rozhdestvenskyi, którego holotypem jest okaz AEHM 4/1 z zachowaną niekompletną czaszką, ok. 60 zębami, mostkiem, prawą kością ramienną, lewą kością promieniową oraz niekompletnymi kośćmi śródręcza i paliczkami kończyn przednich. Holotyp B. rozhdestvenskyi odkryto w osadach formacji Bostobe na terenie obwodu kyzyłordyńskiego w Kazachstanie.
Autapomorfie B. rozhdestvenskyi to: kość ciemieniowa z długimi kaudalnymi (tylnymi) fałdami leżącymi na kości nadpotylicznej a pod kośćmi łuskowymi, oddzielonymi od skrzydeł kości przypotylicznej (ang. paroccipital wings) – cecha ta występuje też u niebędącego szczególnie bliskim krewnym Batyrosaurus Bactrosaurus johnsoni; kości czołowe wydłużone rostrokaudalnie (przednio–tylne), stosunek ich długości do szerokości wynosi ok. 1,7 : 1; głęboka pozioma bruzda na bocznej powierzchni wyrostka rostralnego kości jarzmowej; a także obecność otworu na powierzchni stawowej kości kątowej górnej (ang. surangular).
Batyrosaurus, hadrozaury (Hadrosauridae) i hadrozauroidy bliżej niż B. rozhdestvenskyi spokrewnione z hadrozaurami łączy kilka cech budowy zębów niewystępujących u bardziej bazalnych hadrozauroidów. Budową zachowanych kości Batyrosaurus w dużym stopniu przypomina probaktrozaura; z analizy filogenetycznej przeprowadzonej przez Wu i Godefroita (2012) wynika jednak, że probaktrozaur był nieco bliżej niż Batyrosaurus spokrewniony z rodziną Hadrosauridae. U Batyrosaurus, podobnie jak u bardziej bazalnych hadrozauroidów oraz u iguanodona, występuje rozwinięty staw między kością jarzmową a kością skrzydłową zewnętrzną (os ectopterygoideum); u B. rozhdestvenskyi na kości jarzmowej występuje duże wgłębienie zbliżone kształtem do trójkąta, będące miejscem styku tej kości z kością skrzydłową zewnętrzną. Wgłębienie to jest słabiej rozwinięte u probaktrozaura i Protohadros, a w ogóle nie występuje u baktrozaura, Levnesovia i grupy Euhadrosauria (obejmującej grupy Saurolophinae i Lambeosaurinae). Probaktrozaur i inne hadrozauroidy bliższe hadrozaurom różnią się też od Batyrosaurus budową koron zębów wyrastających z kości szczękowej: ich główna krawędź (ang. primary ridge) przebiega przez środek korony, dzieląc ją na dwie symetryczne połówki – inaczej niż u Batyrosaurus, u którego krawędź ta dzieli ząb asymetrycznie na większą część mezjalną (położoną bliżej środka łuku zębowego) i mniejszą część dystalną (położoną dalej od środka łuku zębowego). Ostatnia różnica dotyczy budowy koron zębów wyrastających z kości zębowej. U Batyrosaurus dystalna krawędź korony jest pochyła u podstawy korony; wygląda to tak, jakby krawędź korony została ściśnięta palcami. Na powierzchni tej pochyłości u Batyrosaurus występują małe ząbki – podobnie jak u iguanodona, Altirhinus i Penelopognathus. Pochyłość ta nie występuje u baktrozaura, eolambii, Protohadros, telmatozaura i Euhadrosauria; występuje ona u probaktrozaura, ale jej powierzchnia jest u niego gładka.
Stan zachowania czaszki B. rozhdestvenskyi umożliwił autorom jego opisu wykonanie odlewu mózgu zwierzęcia, jak również odlewu jego ucha wewnętrznego. Mózg Batyrosaurus ogólnie bardziej przypomina budową mózgi krokodyli niż mózgi ptaków czy pterozaurów, co jest typowe dla ornitopodów. B. rozhdestvenskyi miał w uchu wewnętrznym duże kanały półkoliste; największy był kanał przedni, podobnie jak u dwunożnych bazalnych ceratopsów, takich jak psitakozaur, oraz u teropodów. Taka budowa ucha wewnętrznego zdaniem autorów opisu Batyrosaurus sugeruje, że był on zwinnym zwierzęciem dwunożnym; autorzy przyznają jednak, że dla potwierdzenia tej hipotezy konieczne jest odkrycie większej liczby kości szkieletu pozaczaszkowego tego ornitopoda.
Z przeprowadzonej przez Wu i Godefroita (2012) analizy filogenetycznej wynika, że Batyrosaurus był przedstawicielem grupy Hadrosauroidea nienależącym do Hadrosauridae (definiowanych przez autorów opisu B. rozhdestvenskyi jako klad obejmujący ostatniego wspólnego przodka baktrozaura i parazaurolofa oraz wszystkich jego potomków); według tej analizy Batyrosaurus był taksonem siostrzanym do kladu obejmującego probaktrozaura, eolambię, Protohadros i Hadrosauridae. Był on natomiast bliżej spokrewniony z hadrozaurami niż bazalne hadrozauroidy Bolong, Equijubus, Jinzhousaurus i Altirhinus. Wiele tych bazalnych hadrozauroidów odkryto w Azji, co wspiera hipotezę o wyewoluowaniu hadrozauroidów właśnie na tym kontynencie.
Jeśli taką pozycję filogenetyczną Batyrosaurus potwierdzą przyszłe analizy filogenetyczne, będzie to oznaczać, że ornitopod ten był jednym z najmłodszych, jeśli nie najmłodszym znanym przedstawicielem Hadrosauroidea nienależącym do Hadrosauridae. Batyrosaurus współwystępował w tym samym czasie i na tych samych terenach z hadrozaurami takimi jak jaksartozaur, "Procheneosaurus" convicens i być może aralozaur. Autorzy opisu B. rozhdestvenskyi przyznają, że nie można całkowicie wykluczyć, że gatunek ten jest młodszym synonimem odkrytego w tej samej okolicy Arstanosaurus akkurganensis; ponieważ jednak ząb zachowany razem z holotypem A. akkurganensis różni się budową od zębów odkrytych przy holotypie B. rozhdestvenskyi autorzy skłaniają się do uznania ich za odrębne gatunki.
Nazwa Batyrosaurus pochodzi od kazachskiego słowa batyr, będącego pochodną tytułu bagatur, oraz od greckiego słowa sauros, oznaczającego "jaszczur". Epitet gatunkowy rozhdestvenskyi honoruje zmarłego radzieckiego paleontologa Anatolija Rożdiestwienskiego.